# Voo PenAir 3296
O Voo PenAir 3296 era um voo doméstico regular do Aeroporto Internacional Ted Stevens Anchorage, em Anchorage, Alasca, para o Aeroporto de Unalaska, na Ilha Amaknak, na costa do Alasca. Em 17 de outubro de 2019, um Saab 2000 operando o voo ultrapassou a pista após pousar no aeroporto de destino. Um passageiro sofreu ferimentos fatais devido à penetração de uma lâmina de hélice na fuselagem. Dos outros 41 passageiros e tripulantes a bordo, dois ficaram gravemente feridos e dez sofreram ferimentos leves. A aeronave de 24 anos foi substancialmente danificada durante o acidente.

## Acidente
No dia do acidente, a aeronave havia decolado de Anchorage às 15:15 AST e deveria pousar em Unalaska, 2 horas e 15 minutos depois. Enquanto o voo estava descendo em direção a Unalaska, eles foram liberados para a abordagem RNAV na pista 13, uma pista de 1.372 metros. Mas, à medida que a aeronave se aproximava do aeroporto, o vento mudou de 210 graus a 8 nós para 180 graus a 7 nós. Durante a aproximação, porém, os ventos foram relatados 270 graus a 10 nós. Devido à aeronave ficar desestabilizada durante a aproximação, uma arremetida foi executada, levando o voo de volta para outra, desta vez, aproximação visual na pista 13 Mas durante isso, a velocidade do vento aumentou e o controlador relatou que os ventos eram de 300 graus a 24 nós.
A tripulação decidiu continuar com o pouso e pousou às 17:40. A aeronave pousou 305 m pista abaixo e o reversor de empuxo e a frenagem das rodas foram iniciados pelo capitão. Quando a aeronave atingiu 80 nós, a frenagem máxima foi aplicada. Como um atropelamento era iminente, os pilotos manobraram a aeronave para a direita para evitar entrar na água além do fim da pista. As tentativas de parar na superfície pavimentada da pista falharam e a aeronave cruzou uma gramado, quebrou uma cerca de corrente, cruzou uma vala, bateu em uma grande rocha e cruzou uma via pública, finalmente parando na costa de um pequeno lago. A asa de bombordo atingiu um poste de sinalização de 4 a 5 pés. Isso causou a quebra da hélice, enviando detritos para a fuselagem. Uma das lâminas foi encontrada dentro da cabine. 3 passageiros ficaram gravemente feridos e outros 10 tiveram que receber cuidados médicos. Um dos passageiros gravemente feridos morreu um dia depois.

## Investigação
No dia do acidente, o Conselho Nacional de Segurança nos Transportes (NTSB), lançou uma investigação que ainda está em andamento.